# Amatorculus cristinae
Amatorculus cristinae – gatunek pająka z rodziny skakunowatych i podrodziny Salticinae.

## Taksonomia
Gatunek ten opisany został po raz pierwszy w 2006 roku przez Gustava R.S. Ruiza i Antônia D. Brescovita na łamach „Revista Brasileira de Zoologia”. Jako lokalizację typową wskazano Campo de Provas Brigadeiro Velloso w Serra do Cachimbo w gminie Novo Progresso w brazylijskim stanie Pará. Epitet gatunkowy nadano na cześć brazylijskiej arachnolog Cristiny A. Rheims.

## Morfologia
Samce osiągają od 4,65 mm długości ciała przy karapaksie długości od 2,32 mm, a samice 3,75 mm długości ciała przy karapaksie długości 1,9 mm. Karapaks jest wysoki, jasnobrązowy z czarnymi obwódkami wokół oczu, szerokim, podłużnym, ciemnobrązowym paskiem od jamki do tylnej krawędzi oraz upstrzeniami po bokach. Na nadustku rosną białe włoski. Ciemnobrązowe u samca, a żółte u samicy szczękoczułki mają na przedniej krawędzi bruzdy pięć zębów. Nogogłaszczki samicy są żółte. Barwa wargi dolnej, szczęk i sternum jest żółta. Kolejność par odnóży od najdłuższej do najkrótszej to IV, I, III, II. Barwa odnóży jest żółta, u samca z wyraźniejszymi niż u samicy ciemnymi paskami na udach i niektórych rzepkach i goleniach. Opistosoma (odwłok) jest kremowa z czarnym upstrzeniem, u samca ponadto z ciemnobrązowym skutum na przedzie strony grzbietowej i trzema parami czarnych smug w jej tyle. Wszystkie kądziołki przędne mają brązowe ubarwienie.
Genitalia samicy cechują się płytką płciową o pośrodkowo położonym, eliptycznym przedsionku oraz wulwą o prostych przewodach kopulacyjnych i dużych spermatekach. Nogogłaszczki samca mają zaokrągloną apofizę wentralną goleni, apofizę retrolateralną goleni rozwidloną na dwie gałęzie, z których brzuszna jest dłuższa niż u A. stygius, a bulbus o kulistym tegulum i krótkim embolusie.

## Rozprzestrzenienie
Gatunek neotropikalny, południowoamerykański, znany z Gujany Francuskiej i stanu Pará na północy Brazylii.